# القنب الهندي في بوتسوانا
القنب الهندي في بوتسوانا غير قانوني. يُطلق على القنب الهندي المعروف باسم motokwane على المستوى الإقليمي وفي بوتسوانا.